# 迪昂拉省
8°46′N 6°15′W / 8.767°N 6.250°W

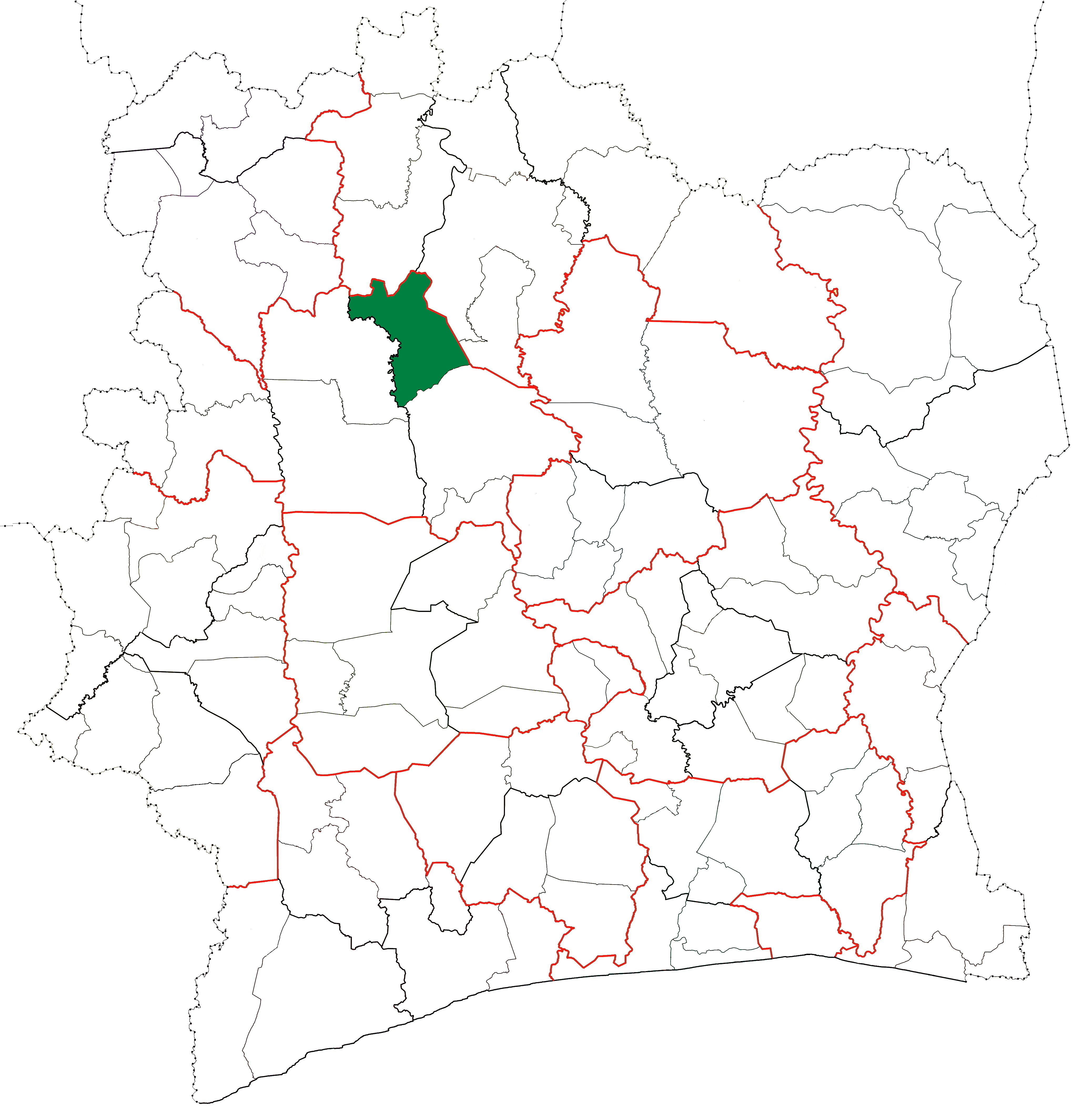

迪昂拉省（Dianra Department），是科特迪瓦的省份，位於該國西部沃羅巴區，由貝雷大區負責管轄，北面是巴戈埃大區，南面是芒科諾省，成立於2012年，2014年人口96,579。